# Mexico International 1952
Die Mexico International 1952 im Badminton fanden in Mexiko-Stadt statt.

## Titelträger
| Disziplin    | Sieger                        |
| ------------ | ----------------------------- |
| Herreneinzel | Ernesto Villareal             |
| Dameneinzel  | Pat Gallagher                 |
| Herrendoppel | Ernesto Villareal Ruben Mejia |
| Damendoppel  | Shirley Fry Peggy Vilbig      |
| Mixed        | nicht ausgetragen             |